# Nicolás Oresme
Nicolás Oresme o Nicolás de Oresme (en francés: Nicole Oresme o Nicole d'Oresme; Fleury-sur-Orne, c. 1 de enero de 1325-Lisieux, 11 de julio de 1382) fue un genio intelectual perteneciente a la escolástica tardía y probablemente el pensador más original del siglo XIV, por su actividad como economista, matemático, físico, astrónomo, filósofo, psicólogo, y musicólogo. Fue también un teólogo reconocido y obispo de Lisieux, además traductor y consejero del rey Carlos V de Francia.
Se le considera uno de los principales artífices de la renovación medieval, previa a la revolución científica moderna, que es heredera de ese Renacimiento general que fue relanzado desde los siglos XV y XVI.

## Vida
Nicolás Oresme nació el 1 de enero de 1323 en un pueblo antes alemán, que hoy es Fleury-sur-Orne; se halla cerca de Caen, en Normandía. No se sabe demasiado de su familia normanda, algunos suponen que era de labradores, pero la verdad es que tres clérigos denominados Oresme pasaron por el París universitario. De todos modos, Oresme fue becado por el Colegio de Navarra, institución para estudiantes que no podían costear sus gastos en la Universidad de París.
Se sabe que en 1348 estaba estudiando teología en París, y que en 1356 logró su doctorado. Su carrera debió ser de calidad, pues ese mismo año, 1356, fue nombrado gran maestro (grand-maître) del Colegio de Navarra. En 1364 ya era deán de la catedral de Ruan.
Desde 1369 realizó un conjunto fundamental de traducciones de obras aristotélicas, a petición del rey Carlos V de Francia (llamado el Sabio), quien le concedió una pensión en 1371. Logró, con apoyo real también, un obispado en Lisieux en 1377; allí moriría en 1382.

## Trabajo científico

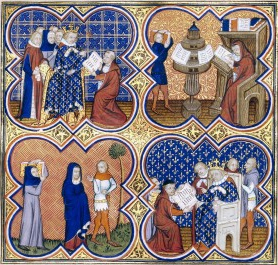
Miniatura del prólogo de Política, Economía, Ética de Aristóteles traducida por Oresme en 1370. Muestra a Carlos V ordenando la traducción.

Como muchos de sus contemporáneos universitarios, Oresme escribió en principio en latín, pero su rey sabio le indicó que escribiese asimismo en francés; de modo que dio versiones de sus propias obras y de ciertos escritos de Aristóteles en esta lengua.
Fue el último gran intelectual europeo que creció antes del surgimiento de la peste negra, evento que afectó gravemente a su tiempo y que tuvo un impacto muy negativo en la innovación intelectual a finales de la Edad Media. El pensamiento de Oresme por su variedad, extensión de intereses y reconocimiento de los problemas de su tiempo (tan importantes o más que sus coetáneos Buridan u Ockham) anuncia, con todas las precauciones, aspectos de la modernidad, si bien por supuesto no supuso una ruptura con Aristóteles, por ejemplo.
Dado el desarrollo de los estudios medievales en Inglaterra y los Estados Unidos (y su discutida defensa de una presunta continuidad entre medievo y modernidad), Oresme ha sido más editado en países anglosajones que en la propia Francia, en cuyo recuerdo eso sí destacó Pierre Duhem.

### Matemáticas
En su Tractatus de configurationibus qualitatum et motuum se hallan sus contribuciones matemáticas más destacadas. Y es que Oresme introdujo un método para mostrar gráficamente las velocidades con el que representó el movimiento uniformemente acelerado. No hay que olvidar que la carencia de instrumental matemático adecuado fue un impedimento fundamental para que los progresos en este ámbito se desarrollasen por aquel entonces.
Se había especulado, poco antes de su trabajo, sobre si una cualidad o forma accidental —como la velocidad o el calor—, se podía distinguir o precisar por su intensio (su grado o valor en un determinado momento) siendo la extensio correspondiente la variable afectada (así el tiempo desarrollado o bien la longitud de la varilla calentada). Esos dos términos, utilizados en libros escolásticos, fueron reemplazados por latitud (latitudo) y longitud (longitudo). Pero lo importante es que, buscando cómo aclararlos, Oresme concibió la idea de hacerlos visibles en un plano mediante dos coordenadas rectangulares, mostrando así cómo se generaba una configuración.
Oresme propuso que la figura —la configuración— podía entenderse como una verdadera 'característica' de la propia cualidad analizada. Dijo que era 'uniforme' si la línea recta de la intensidad era paralela a la longitud; y era 'disforme' si era una recta no paralela (uniformemente acelerada) o si era una curva (no uniformemente acelerada), como se comprendía bien en el análisis del movimiento local (en el que se centró). Por tanto, latitudo o intensidad representaba la velocidad, y longitudo representaba el tiempo, de modo que el área de la figura representaba por su parte el espacio o distancia recorrida.
Con su gráfico, Oresme pudo representar bien el llamado teorema de Merton sobre la velocidad media, y aclarar a fondo todas las proposiciones que habían intuido los matemáticos del Merton College, de Oxford, unos pocos años antes con su «Álgebra de las palabras».
Esos gráficos fueron utilizados profusamente en el Renacimiento tardío, en Alemania, Francia e Italia (entre otros, Leonardo, Cardano) y asimismo por Galileo, en sus Consideraciones y demostraciones matemáticas), pero es abusivo considerarlo un precursor de este. Una diferencia clave entre las exposiciones de Galileo y las de Oresme estriba en que el segundo consideraba distintas cualidades cambiantes (físicas o no físicas), pero no así sucedía con Galileo, que además buscó cómo probar las físicas, locales en su caso.
Por otra parte, Oresme hizo la primera demostración de que la serie armónica simple, de término general 1/n,  era divergente. Mostró que si se agrupaban los términos de cierta manera se obtenía la suma minorante 1 + 1/2 + 1/2 + 1/2 + ... + 1/2..., cuyo valor obviamente es infinito.

### Filosofía natural

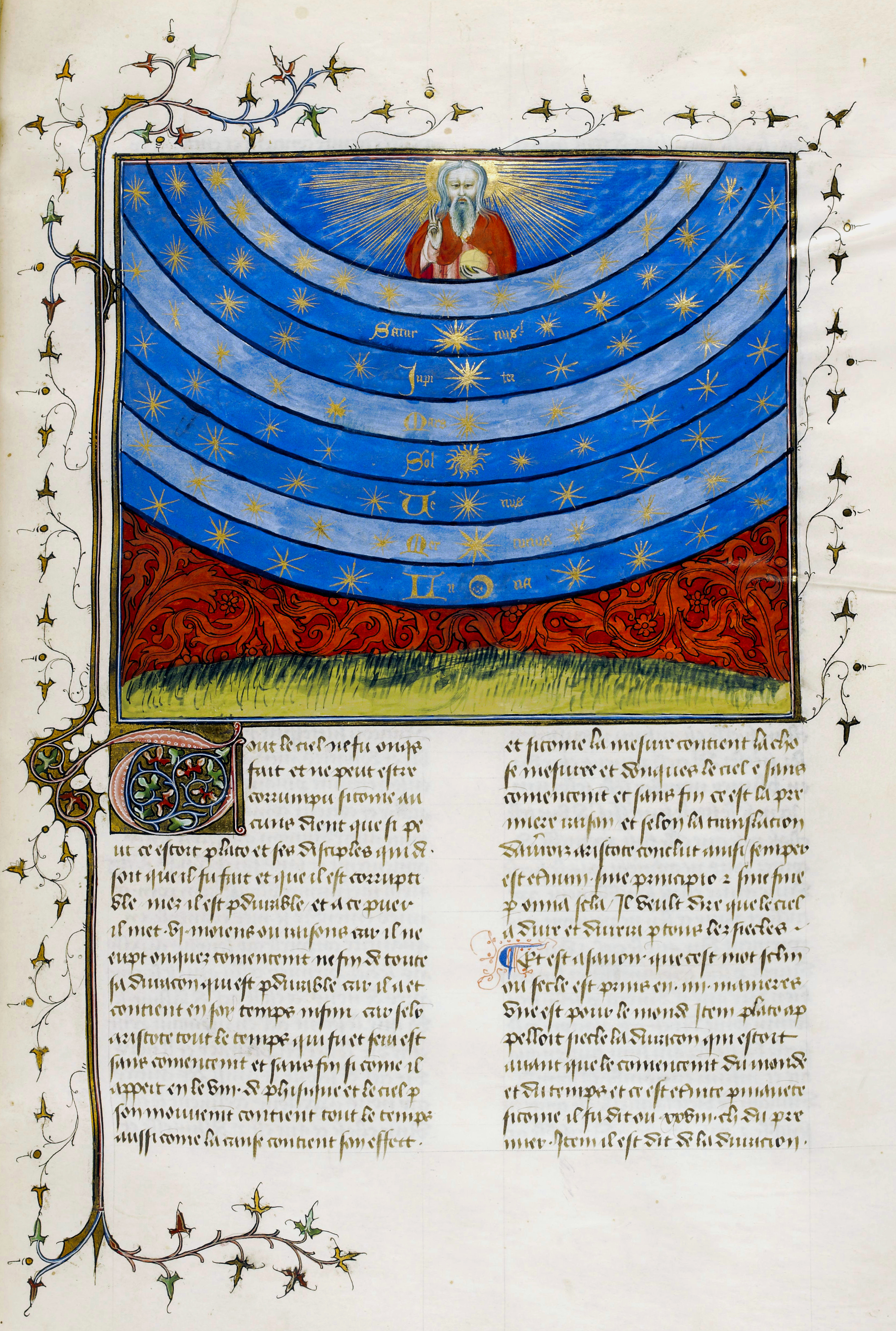
Una página de la obra de Oresme Livre du ciel et du monde, de 1377, mostrando las esferas celestiales.

En Livre du ciel et du monde, Nicolás Oresme demostró que las razones propuestas por la física aristotélica contra el movimiento del planeta Tierra no eran válidas; además, invocó el argumento de la simplicidad (la navaja de Ockham) en favor de la teoría de que es la Tierra la que se mueve, y no los cuerpos celestes. Según él, no se puede demostrar que sean los cielos y no la Tierra quienes roten. Esta idea la asoció con la teoría del ímpetu, elaborada por su maestro Jean Buridan.
En general, el argumento de Oresme a favor del movimiento terrestre es más explícito y más claro incluso que el que fue dado dos siglos después por Copérnico, si bien no dio una obra clave como la de este. Por lo demás, Oresme combatió fuertemente la astrología, y especuló sobre la posibilidad de que hubiera otros «mundos habitados en el espacio».
Entre otras proezas, Oresme fue el descubridor de la curvatura de la luz por obra de la refracción atmosférica; aunque, hasta hoy, ese descubrimiento se viene atribuyendo a Robert Hooke.

### Sobre la moneda
En economía, Oresme sostuvo que el dinero es un producto originario del mercado y no del Estado, que era una mercancía más y no solo un medio de intercambio, donde originalmente certificadores privados informaban sobre la finura del metal usado en las monedas a sus clientes. Vio que la inflación era producto de la falsificación de la finura de los metales por decreto de Estado, debido a que este había nacionalizado el dinero. Esta teoría económica tiene puntos en común con la contemporánea teoría del ciclo económico en la Escuela Austríaca, con siete siglos de diferencia.
Las principales reflexiones que sobre la moneda hace Oresme, son las siguientes:
- Solo el rey debe acuñar monedas y establecer el valor, peso y pureza de cada una.
- La moneda tiene dos valores: El valor nominal, que lo establece el rey y el valor intrínseco, que principalmente está en función del tipo de material utilizado y del peso de la moneda. Normalmente el valor nominal y el intrínseco eran diferentes, de modo que Valor Nominal + Premio de acuñación = Valor Intrínseco; siendo el Premio de acuñación = A los costes, para de la corona, derivados de la acuñación de moneda.
- La riqueza de la monarquía es proporcional a la cantidad y valor de las monedas que posee.
- En fin, para Oresme existen tres conceptos o prácticas prohibidas, en relación con la moneda, y que son:

1. El tráfico, el cambio y la custodia;
2. La usura;
3. La alteración de su materia.

## Eponimia
- El cráter lunar Oresme lleva este nombre en su memoria.[7]
- El asteroide (12576) Oresme también conmemora su nombre.[8]